# 朗敦 (密西西比州)
朗敦（英語：Longtown）是位於美國密西西比州帕諾拉縣的非建制地區。

## 地理
朗敦所處的海拔為高於海平面107米（即351英呎），而該地所採用的時區為UTC-6，即北美中部時區（CST）。同時該地設有夏令時間，為UTC-6調快一小時，即UTC-5（CDT）。